# Tilmann Rammstedt
Tilman Rammstedt est un écrivain et musicien allemand né le 2 mai 1975 à Bielefeld.
En 2008, il a reçu le Prix Ingeborg Bachmann.

## Vie
Tilman Rammstedt est le fils du sociologue allemand Otthein Rammstedt. Il a étudié la philosophie et la littérature à Tübingen, Berlin et Édimbourg. 
Ses romans et nouvelles sont pour la plupart traduits en français, anglais, espagnol, catalan et tchèque. 
Avec Michael Ebmeyer, Florian Werner et Bruno Franceschini, il forme le groupe musical et littéraire Le Sèche-cheveux. Il est aussi membre permanent de la scène de lecture berlinoise Visch & Ferse.
Il vit à Berlin.